# 利赛-洛希
利赛-洛希（法語：Lissay-Lochy，法語發音：[lisɛ lɔʃi]）是法国谢尔省的一个市镇，位于该省中南部，布尔日市区以南，属于布尔日区和布尔日城市圈公共社区。该市镇于1831年由利赛（Lissay）和洛希（Lochy）两个村庄合并而成。

## 地理
利赛-洛希（46°58'20"N, 2°24'24"E）面积22.06 平方千米，位于法国中央-卢瓦尔河谷大区谢尔省，该省份为法国中部省份，北起卢瓦雷省，西接卢瓦-谢尔省和安德尔省，南至克勒兹省，东南接阿列省，东临涅夫勒省。
与利赛-洛希接壤的市镇（或旧市镇、城区）包括：阿尔赛、勒韦、普兰皮耶-日沃丹、塞讷赛、特鲁伊。
利赛-洛希的时区为UTC+01:00、UTC+02:00（夏令时）。

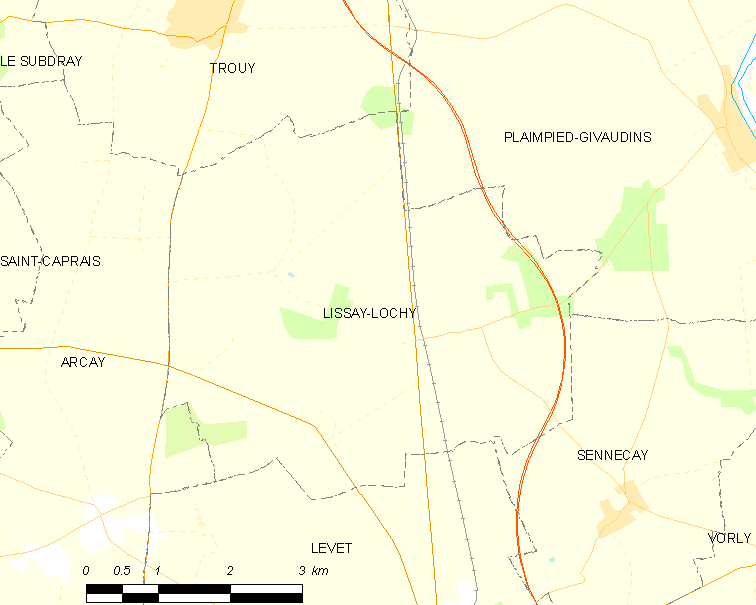
利赛-洛希的OSM定位图

## 行政
利赛-洛希的邮政编码为18340，INSEE市镇编码为18129。

## 政治
利赛-洛希所属的省级选区为特鲁伊县。

## 交通
谢尔省省道D34线、D217和D2144线在利赛-洛希境内交汇。

## 人口

1962-2008年间利赛-洛希人口变化图示

利赛-洛希于2022年1月1日时的人口数量为226人。